# Santa Bárbara de Nexe
Santa Bárbara de Nexe est un village et une paroisse portugaise qui occupe la partie nord-ouest de la municipalité de Faro, au centre de l'Algarve, et qui est directement limitrophe avec trois chefs-lieux de département, Faro au S, Loulé à l'O et S. Brás de Alportel au N. Actuellement, en raison de la réforme administrative de 2013, c'est la paroisse la moins peuplée de la municipalité avec 38,22 km² de superficie et 4 116 habitants (2011). Sa densité de population est de 108,4 habitants/km², ce qui lui permet d'être classée comme une zone de faible densité (ordonnance 1467-A/2001).